# Substanțe toxice

Simbolul pentru substanțe toxice

Substanțele toxice sunt acele substanțe care au în compoziție un toxic care este dăunător mediului înconjurător sau organismului viu cu care vine în contact putând provoca în anumite doze și moartea acestuia.
Știința care se ocupă cu studiul substanțelor toxice se numește toxicologie.
Simbolul prin care se etichetează vasele în care sunt păstrate toxicele este un craniu cu două oase încrucișate.
Multe substanțe pot deveni în funcție de doză toxice ca de exemplu substanțe absolut necesare organismului într-o doză mare devin toxice ca vitaminele, sare de bucătărie sau diferite medicamente. Toxicitatea este influențată de doză, solubitatea toxicului, starea de sănătate, starea imunologică și fiziologică, vârsta, sexul, greutatea corporală, rezistența ereditară, specia.
Exemple de substanțe toxice: arsen, acid cianhidric, cumarină, scopolamină, stricnină, taliu.
O substanță deosebit de toxică este toxina produsă de unele bacterii ca toxina botulinică, la care doza letală este de 0,0000021 sau toxina tetanică cu doza letală de 0,000007.

### Toxicitatea unor substanțe
| Substanța          | Origine      | Doză letală*) |
| ------------------ | ------------ | ------------- |
| toxina botulinică  | bacteriană   | 0,0000021     |
| toxina tetanică    | bacteriană   | 0,000007      |
| ricină             | vegetală     | 0,0014        |
| toxina difterică   | bacteriană   | 0,021         |
| TCDD               | chimică      | 0,07          |
| TTX                | pește        | 0,7           |
| STX                | scoică       | 1,4           |
| plutoniu           | element      | ~20           |
| curara             | vegetală     | 35            |
| heroină            | sintetică    | 50            |
| sarin              | gaz de luptă | 53            |
| nicotină           | vegetală     | 70            |
| hioscină           | vegetală     | 100           |
| fentanyl           | sintetică    | 217           |
| cianură de potasiu | chimică      | 250           |
| morfină            | alcaloid     | 300           |
| oxid de arsen      | mineral      | ca. 700-1.400 |
| paracetamol        | medicament   | 3.000         |
| fenobarbital       | medicament   | 7.000         |
| etanol (alcool)    | biosintetic  | 179.900       |

- *) in miligrame la un om de (70 kg)

### Clasificare din punct vedere farmacologic
1. Medicamente
  1. Psihofarmacologice
  2. Hipnotice
  3. Analgetice
2. Substanțe chimice
  1. Diluanți
  2. Acizi, Alcali
  3. Minerale
  4. Toxice
  5. Substanțe de luptă
3. Substanțe de uz casnic
  1. Pesticide
  2. Detergenți
  3. Cosmetice
4. Gaze
  1. Monoxid de carbon
  2. Bioxid de carbon
  3. Gaze iritante
5. Droguri
  1. Alcool
  2. Nicotină
  3. Cofeină
  4. Opiate, Heroină
  5. Cocaină
  6. Amfetamină
6. Produse alimentare
  1. Bacterii
  2. Plante toxice
  3. Ciuperci otrăvitoare
7. Gaze toxice